# Prix Esdras-Minville
Pour un article plus général, voir Société Saint-Jean-Baptiste de Montréal.
Le prix Esdras-Minville est un prix québécois décerné entre 1978 et 1998 par la Société Saint-Jean-Baptiste de Montréal pour honorer une personne s’étant distinguée dans le domaine des sciences humaines. Il a été nommé en l’honneur d’Esdras Minville.
Ce prix ne doit pas être confondu avec le prix homonyme attribué par HEC Montréal depuis 2007, visant à souligner les contributions de l'un de ses professeurs au rayonnement externe de l'établissement.

## Liste des lauréats
- 1978 - Père Richard Arès,s.j.
- 1980 - Fernand Dumont
- 1981 - Jean-Charles Falardeau
- 1982 - Jacques Grand'Maison
- 1983 - Pierre Dansereau
- 1985 - Léon Dion
- 1987 - Jacques Henripin
- 1988 - Albert Faucher
- 1989 - Gilles Paquet
- 1990 - Jean Hamelin
- 1991 - Marc-Adélard Tremblay
- 1995 - Marie-Andrée Bertrand
- 1998 - Nadia Fahmy-Eid et Guy Rocher